# Trud Stadion, Irkutsk
Trud Stadion (ryska: Стадион Труд) är en multiarena i Irkutsk, Ryssland. Den används av fotbollslaget FC Zvezda Irkutsk fram till 2008 och bandylaget Bajkal Energija. Arenan, vars publikkapacitet är 16 500 åskådare, var platsen för Rossijaturneringen 1986 och kommer att användas under världsmästerskapet i bandy för herrar 2014 och vara huvudarena för A-VM.